# Addison (Illinois)
Addison es una villa ubicada en el condado de DuPage en el estado estadounidense de Illinois. En el Censo de 2020 tenía una población de 35 702 habitantes y una densidad poblacional de 1 402,49 personas por km².

## Geografía
Addison se encuentra ubicada en las coordenadas 41°55′53″N 88°0′32″O / 41.93139, -88.00889. Según la Oficina del Censo de los Estados Unidos, Addison tiene una superficie total de 25.84 km², de la cual 25.3 km² corresponden a tierra firme y (2.1%) 0.54 km² es agua.

## Demografía
Según el censo de 2010, había 36942 personas residiendo en Addison. La densidad de población era de 1.429,48 hab./km². De los 36942 habitantes, Addison estaba compuesto por el 67.57% blancos, el 3.9% eran afroamericanos, el 0.54% eran amerindios, el 7.39% eran asiáticos, el 0.01% eran isleños del Pacífico, el 17.88% eran de otras razas y el 2.71% pertenecían a dos o más razas. Del total de la población el 40.1% eran hispanos o latinos de cualquier raza.